# Coppa Sabatini 2004
La Coppa Sabatini 2004, cinquantaduesima edizione della corsa, si svolse il 23 settembre 2004 su un percorso di 197,7 km. La vittoria fu appannaggio del tedesco Jan Ullrich, che completò il percorso in 4h47'36", precedendo l'italiano Franco Pellizotti e l'olandese Michael Boogerd.

## Ordine d'arrivo (Top 10)
| Pos. | Corridore            | Squadra                            | Tempo    |
| ---- | -------------------- | ---------------------------------- | -------- |
| 1    | Jan Ullrich          | T-Mobile                           | 4h47'36" |
| 2    | Franco Pellizotti    | Alessio-Bianchi                    | s.t.     |
| 3    | Michael Boogerd      | Rabobank                           | s.t.     |
| 4    | Uroš Murn            | Phonak Hearing Systems             | a 0'14"  |
| 5    | Fabian Wegmann       | Gerolsteiner                       | s.t.     |
| 6    | Thomas Dekker        | Rabobank Continental               | s.t.     |
| 7    | Karsten Kroon        | Rabobank                           | s.t.     |
| 8    | Francesco Casagrande | Vini Caldirola-Nobili Rubinetterie | s.t.     |
| 9    | Ruggero Borghi       | De Nardi                           | s.t.     |
| 10   | Dmitrij Konyšev      | LPR - Synclean                     | s.t.     |